# أحماض عطرية

صورة الاحماض العطرية

الأحماض العطرية هي نوع من المركبات العطرية. تشمل هذه الفئة على مواد تحتوي حلقات من الهيدروكربون العطري وحمض عضوي (تركيب C6-C1).
يوجد العديد من فئات الأحماض العطرية:
- حمض الفينوليك: تحوي حلقة عطرية وحمض كاربوكسيل عضوي.
- أحماض هيدروكسي سيناميك، جزيئات مع تركيبة C6-C3
- الأحماض الأمينية العطرية